# Iván Pérez
Iván Ernesto Pérez Vargas (L'Avana, 29 giugno 1971) è un ex pallanuotista cubano naturalizzato spagnolo. Ha disputato quattro edizioni dei giochi Olimpici. Con la nazionale cubana vinse i giochi panamericani del 1991. Con le calottine di Barcelona e Barceloneta ha vinto quattro campionati spagnoli, quattro Coppe del Rey ed una Supercoppa di Spagna, mentre con il Brescia è stato vicecampione d'Italia. Ha terminato la carriera agonistica nel 2012, dopo aver partecipato alle Olimpiadi di Londra.